# Soukhoï Su-33
Le Soukhoï Su-33 (Code OTAN Flanker-D) initialement appelé Su-27K est un avion de chasse et de lutte antinavire russe embarqué sur porte-avions, dérivé du Soukhoï Su-27 Flanker.

## Contexte

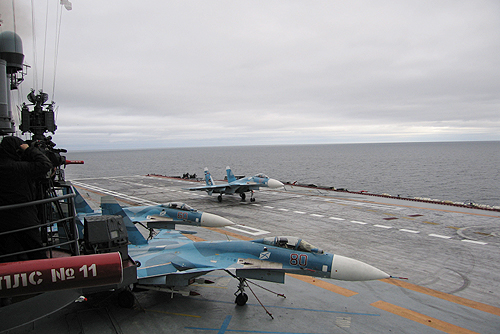
Des Soukhoï Su-33 de l'aviation navale russe à bord de l'Amiral Kouznetsov.

La période de la Seconde Guerre mondiale et de l'après-guerre montrant les avantages que procurent les porte-avions, l'Union soviétique décida de se munir elle aussi d'une aéronavale et débuta les premiers projets dans les années 1970.

## Conception
Les bureaux d'études Soukhoi et MiG ainsi que le TsAGI (Institut aéro-hydrodynamique central) et le LII (Institut d'essais en vol), optent pour le décollage d'un tremplin et non par catapultage. Le projet étant prêt en 1978, les évaluations de décollages peuvent avoir lieu dès 1983, le projet final Su-27K étant retenu en 1985. La version navale, appelée Su-33, se différencie du Soukhoï Su-27 Flanker par l'ajout de plans canards, le renforcement du train d'atterrissage, l'ajout d'une perche de ravitaillement en vol, le raccourcissement du cône de queue (pour éviter qu'il ne touche le pont d'envol), l’ajout de système d’ailes et d’empennages repliables et bien entendu, d'une crosse d'appontage.

## Décollage et appontage
Le premier appontage fut l'œuvre du pilote d'essai Viktor Pougatchev, le premier novembre 1989 sur le premier et unique porte-avions de la marine soviétique (aujourd'hui russe), l'Amiral Kouznetsov. Le décollage ne se fait de la même manière que sur les porte-avions occidentaux : l'avion est tout d'abord bloqué par des cales sortant du pont, le pilote allume ses réacteurs, enclenche la postcombustion, une fois la bonne puissance atteinte, la machine est libérée et s'aide de la partie relevée du pont (tremplin) pour s'élever dans les airs. L'appontage se fait conventionnellement.

## Missions et armement
L'appareil peut être utilisé à la fois pour les missions d'interdiction aérienne et d'interception, mais également pour l'attaque au sol et la lutte antinavire, par l'utilisation de roquettes et de bombes notamment. Il peut emporter une grande variété d'armes dont le missile antinavire Kh-41 Moskit survolant les flots à Mach 2,5.
À noter que son entrée en service actif tardive correspond à celle du seul porte-avions russe (l'Amiral Kouznetsov) en 1995.

## Systèmes
Le Su-33 possède un radar multimode à balayage électronique dans le nez et un autre dans le cône de queue. Le capteur optronique (caractéristique des Flanker) a été déplacé vers la droite.

## Le Su-33KUB
En 1998, Soukhoï décida d'améliorer le Su-33, notamment grâce à l'augmentation de ses capacités offensives. Les qualités aérodynamiques furent augmentées grâce notamment à l'adoption d'une aile dite « intelligente » modifiant d'elle-même son profil, son bord d'attaque étant « souple » (une première pour un chasseur). Les surfaces des voilure, empennages, et des plans-canards ont été augmentées. L'équipage se compose désormais de deux membres assis côte-à-côte, la capacité en carburant ayant augmenté, la distance franchissable a augmenté aussi de 20 %. Les réacteurs sont désormais à poussée vectorielle. L'équipage bénéficie d'un système de retraitement de l'air et dispose de systèmes d'acquisition divers des objectifs. Il a effectué son premier vol le 29 avril 1999 et a effectué son premier appontage le 6 octobre 1999.

## J-15 Flying Shark chinois
En 2011, l'armée populaire de libération a présenté le J-15 Flying Shark dérivé du Soukhoï Su-33. Sa mise en service a eu lieu le 24 septembre 2012 avec le premier porte-avions chinois, le Liaoning.

## Pays utilisateur
- Russie : Aviation navale russe

## voir aussi

### Développement lié
- Sukhoi Su-30
- Soukhoï Su-34
- Soukhoï Su-35
- Soukhoï Su-37
- Shenyang J-15

### Aéronefs comparables
- Mikoyan MiG-29K
- Dassault Rafale
- Boeing F/A-18E/F Super Hornet
- Grumman F-14 Tomcat